# Maison de Jeanne-d'Arc
La maison de Jeanne-d'Arc est une maison située à Coulanges-la-Vineuse, en France.

## Localisation
La maison est située dans le département de l'Yonne, sur la commune de Coulanges-la-Vineuse.

## Historique
L'édifice est inscrit au titre des monuments historiques en 1929.